# アイ・ドント
「アイ・ドント」 (I Don't)は、マライア・キャリーとYGが2017年にリリースしたシングル。

## 解説
ドネル・ジョーンズの「ウェア・アイ・ウォナ・ビー」をサンプリングしている。
E!で放送されたドキュメンタリー番組『マライアズ・ワールド』の最終回でレコーディング風景が公開され、2日後の1月31日にジャケット写真が公開された。
ミュージック・ビデオの監修はマライア自身が務めた。
2021年現在、オリジナルアルバムには未収録となっている。

## チャート
| チャート (2017)                           | 最高位 |
| ----------------------------------------- | ------ |
| オーストラリア アーバン (ARIA)            | 17     |
| カナダ (Canadian Hot 100)                 | 96     |
| フランス (SNEP)                           | 102    |
| ハンガリー (Single Top 40)                | 10     |
| UK ダウンロード (Official Charts Company) | 60     |
| US Billboard Hot 100                      | 89     |
| US Hot R&B/Hip-Hop Songs (Billboard)      | 35     |